# Austriacka odmiana języka niemieckiego

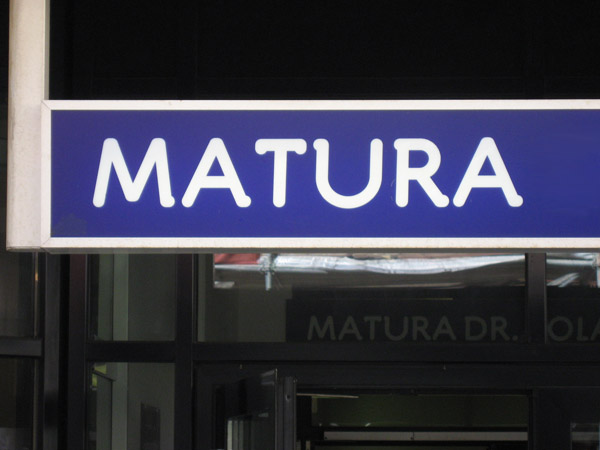

Austriacka odmiana języka niemieckiego (potocznie Österreichisch) – regionalne formy języka niemieckiego na terenie Austrii, odmienne od ogólnej formy literackiej tego języka. Ich obszar występowania nie pokrywa się z granicami państwa austriackiego.
Dla 75 procent mieszkańców Austrii językiem ojczystym jest niemiecki. Zgodnie z art. 8 konstytucji państwa stanowi on także język urzędowy.

## Austriacyzmy
W Austrii używanych jest kilka tysięcy słów specyficznych dla tego kraju. Należy do nich również kpiące określenie Niemców (zwłaszcza pochodzących z północy kraju) jako Piefke (od prześmiewczego nazwiska) lub Marmeladinger (dosł. marmoladziarz).

### Różnice w słownictwie codziennym
| - abgreifen – obmacywać (niem. abtasten, befingern) - Anbot – propozycja, oferta (niem. Angebot) - Ansuchen – prośba, podanie, wniosek (niem. Gesuch) - Beistrich (m) – przecinek (niem. Komma (n)) - Bewerb (n) – zawód, zajęcie, zatrudnienie (niem. Wettbewerb (m)) - Bub – chłopak, młody/młodziak (niem. Knabe, Junge) - Bussi (Busserl) (n) – całus, pocałunek (niem. Kuss, Küsschen (m)) - Christtag – Boże Narodzenie (niem. Weihnachtsfeiertag) - Dirndl – dziewczyna (niem. Mädchen) - Eiskasten – lodówka (niem. Kühlschrank) - Feber (m) – luty (niem. Februar) - Ferner – lodowiec (niem. Gletscher) - fesch – ładny, pociągający (niem. hübsch, attraktiv) - Fleischhauer – rzeźnik, masarz (niem. Fleischer, Metzger) - Fußgeher – pieszy, przechodzeń (niem. Fußgänger) - Gewand – odzież (niem. Kleidung) - Gfriess, Gefriess – twarz (niem. Gesicht) - Gschpusi – kochanie, zakochanie, miłostka (niem. Liebesverhältnis, Liebschaft, Techtelmechtel) - Häfen – więzienie (niem. Gefängnis) - Haube (Kappe) – czapka (niem. Mütze) - Hetz – żart, żartowanie (niem. Spaß) - heuer – w tym roku (niem. in diesem Jahr, dieses Jahr) - Heuriger – wino ostatniego rocznika (także lokal serwujący to wino) - Jänner (m) – styczeń (niem. Januar) - Jause – przekąska (niem. Zwischenmahlzeit) - Kasten – szafa (niem. Schrank) - Kipferl – rogalik, rożek (niem. Hörnchen) - Kraut (n) – kapusta (niem. Weißkohl (m)) - Kukuruz (Woaz, Türken) (m) – kukurydza (niem. Mais) - Kübel – kubeł, wiadro (niem. Eimer) - Leiberl (Leibchen) (n) – tania koszulka (niem. T-Shirt) - Lenker – kierowca (niem. Fahrer) - ludeln – oddawać mocz, sikać (niem. urinieren) | - Matura – matura (niem. Abitur) - Mist – śmiecie, odpadki (niem. Abfall, Müll) - Nachtkästchen – szafka nocna (niem. Nachttisch) - Obsorge – opieka (niem. Fürsorge) - Pensionist – emeryt (niem. Rentner) - Polizze – polisa ubezpieczniowa (niem. Versicherungsschein) - Polster – poduszka (niem. Kissen) - Portier – portier (niem. Pförtner) - Postkastl – skrzynka pocztowa (niem. Briefkasten) - Putzerei – pralnia (niem. (chemische) Reinigung) - Rauchfang – komin (niem. Schornstein) - Ringspiel – karuzela (niem. Karusell) - Schale – filiżanka (niem. Tasse) - Schi – narty (niem. Ski) - Sessel – krzesło (niem. Stuhl) - Spezi (Spezl) – bliski znajomy, przyjaciel (niem. Freund) - Spital – szpital (niem. Krankenhaus) - Spritzkrug – konewka (niem. Gießkanne) - Stiege – schody (niem. Treppe) - Tischlerei – stolarnia, stolarz (niem. Schreinerei) - Tormann – bramkarz (niem. Torwart) - Trafik, Tabaktrafik (f) – kiosk (niem. Kiosk (m), Tabakladen (m)) - Tram, Tramway (Bim) – tramwaj (niem. Strassenbahn) - Tschecherant – alkoholik, pijak (niem. Alkoholiker, Säufer) - verkühlt – przeziębiony (niem. erkältet) - Zuseher (m) – widz (niem. Zuschauer) - Zünder – zapałka (niem. Streichholz, lm Zündhölzer) |

### Różnice rodzaju gramatycznego
Przykładowe zróżnicowanie niektórych rzeczowników pod względem rodzaju (porównawczo: typowe dla Austrii i dla Niemiec):
| - der Akt – die Akte - das (także der) Brezel – die Brezel - der Butter – die Butter - das Cola – die Cola - der Gehalt – das Gehalt - das Joghurt (także die) – der Joghurt - das Keks – der Keks - das E-Mail – die E-Mail - das SMS - die SMS | - das Monat – der Monat - das (także der) Prospekt – der Prospekt - das Puff – der Puff - der Radio – das Radio - der Schoklad – die Schokolade - die Schneid – der Schneid - der Teil – das Teil (w Austrii raczej „das Stück“) - das Teller – der Teller - der Zwiebel – die Zwiebel |

### Różnice w kulinariach
Wynikające z odmiennej i bogatszej tradycji kulinarnej różnice dotyczą często podstawowych wyrażeń, takich jak:
- die Eierspeis(e) – jajecznica (niem. die Rühreier)

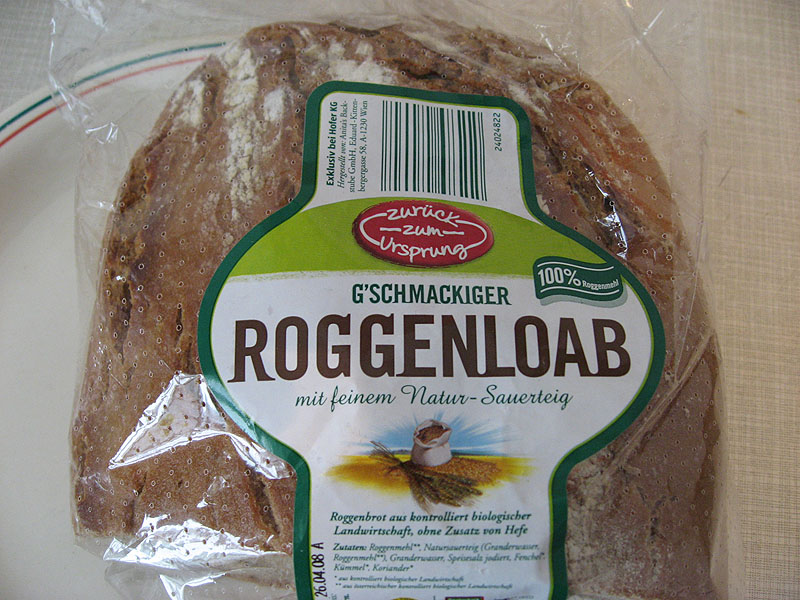

- der Gespritzter, Spritzer – szprycer (niem. Wein mit Sodawasser)
- der Knödel – klucha, pyza (niem. der Kloß)
- der Leberkäse – pasztet (wątrobiany) (niem. der Fleischkäse)
- das Obers (Rahm) – bita (słodka) śmietana (niem. die Schlagsahne)
- die Palatschinken – naleśnik (niem. der Pfannkuchen, Eierkuchen)
- die Semmel – bułeczka (niem. das Brötchen)
- der Sturm – młode (niedojrzałe) wino (niem. Neuer Wein, Federweißer, Bitzler)

Natomiast typowe i stosowane w Austrii, poniższe 24 rodzime nazwy produktów spożywczych zapisane zostały w 10 protokole traktatu akcesyjnego:
| Austria                            | Niemcy                | Polska                    |
| ---------------------------------- | --------------------- | ------------------------- |
| Beiried (n)                        | Roastbeef             | rostbef                   |
| Eierschwammerl (n, zwykle w l.mn.) | Pfifferlinge          | pieprznik jadalny (kurka) |
| Erdäpfel (m, zwykle w l.mn.)       | Kartoffel             | ziemniak                  |
| Faschiertes (n)                    | Hackfleisch           | mięso mielone             |
| Fisole (f, zwykle w l.mn.)         | Grüne Bohnen          | fasola                    |
| Grammel (f, zwykle w l.mn.)        | Grieben               | smalec                    |
| Hüferl (n)                         | Hüfte                 | biodro                    |
| Karfiol (m)                        | Blumenkohl            | kalafior                  |
| Kohlsprossen (f)                   | Rosenkohl             | brukselka                 |
| Kren (m)                           | Meerrettich           | chrzan                    |
| Lungenbraten (m)                   | Filet                 | polędwica                 |
| Marille (f)                        | Aprikose              | morela                    |
| Melanzani (f)                      | Aubergine             | oberżyna, bakłażan        |
| Nuss (f)                           | Kugel                 | frykando                  |
| Rahm (n)                           | Sahne, Rahm (m)       | [śmietana słodka]         |
| Sauerrahm (m)                      | Sahne, Rahm           | [śmietana kwaśna]         |
| Paradeiser (m)                     | Tomate                | pomidor                   |
| Powidl (n)                         | Pflaumenmus, Latwerge | powidła                   |
| Ribisel (f)                        | Johannisbeere         | porzeczka                 |
| Rostbraten (m)                     | Rostbraten, Hochrippe | pieczeń                   |
| Schlögl (m)                        | Keule                 | udko                      |
| Topfen (m)                         | Quark                 | twaróg                    |
| Vogerlsalat (m)                    | Feldsalat             | roszpunka                 |
| Weichsel (f)                       | Sauerkirsche          | wiśnia                    |